# Dale Gardner
Dale Allan Gardner (Fairmont, 8 november 1948 – 19 februari 2014) was een Amerikaans ruimtevaarder. Gardner zijn eerste ruimtevlucht was STS-8 met de spaceshuttle Challenger en vond plaats op 30 augustus 1983. Tijdens de missie werden twee satellieten in de ruimte gebracht. Het was de eerste missie met een nachtlancering en landing.
In totaal heeft Gardner twee ruimtevluchten op zijn naam staan. Tijdens zijn missies maakte hij in totaal twee ruimtewandelingen. In 1986 verliet hij NASA en ging hij als astronaut met pensioen.